# Machimus grantae
Machimus grantae là một loài ruồi trong họ Asilidae. Machimus grantae được Martin miêu tả năm 1975. Loài này phân bố ở vùng Tân Bắc giới.